# 파비우 호솀바크
파비우 호솀바크(포르투갈어: Fábio Rochemback, 1993년 5월 12일 ~ )는 은퇴한 브라질의 전 축구 선수다. 포지션은 만능형 미드필더였으며, 수비라인 앞에서 공격적인 롤을 맡거나 윙어로 활용되기도 하였다.

## 클럽 경력

### SC 인테르나시오나우
1999년 SC 인테르나시오나우 유소년 팀에서 성인 팀으로 승격하여 활약하였다.

### FC 바르셀로나
2001년 호솀바크는 20세의 나이에 스페인 라리가의 FC 바르셀로나로 이적하였다. 리그에서 3골, 챔피언스리그에서 1골을 기록하였다. 챔피언스리그에서 기록한 골은 승리를 거두었던 리버풀 FC 원정에서 기록되었다.

#### 스포르팅 CP (임대)
2003년 여름, 호솀바크는 포르투갈 프리메이라리가의 스포르팅 CP로 2년간 임대 생활을 떠났다.

### 미들즈브러 FC
2005년 여름, 호솀바크는 잉글랜드 프리미어리그의 미들즈브러 FC로 완전 이적하였다. 9월 10일 아스널 FC와의 경기에 출전하여 데뷔전을 치렀다. 2006년 2월 10일 첼시 FC와의 경기에서 데뷔골을 터뜨렸다. 4월 6일 UEFA컵 4강 2차전에서 FC 바젤을 상대로 뛰어난 활약을 선보이며, 맨 오브 더 매치에 선정되었다. 4월 11일 찰튼 애슬레틱과의 FA컵 경기에서 직접 프리킥을 성공시키며, FA컵 데뷔골을 기록하였다.

### 스포르팅 CP
2008년 5월 13일 호솀바크는 자유 계약으로 미들즈브러와 결별하고, 스포르팅 CP와 3년 계약을 맺으며 복귀하였다.

### 그레미우
2009년 여름 브라질의 클럽 그레미우가 스포르팅 CP와 호솀바크에 대한 소유권을 부분적으로 소유하고, 2년 계약을 맺었다. 2011년 1월 호솀바크는 그레미우와 1년 계약을 연장했다.

### 다롄 아얼빈
2012년 1월 중국 슈퍼리그의 다롄 아얼빈이 호솀바크를 영입했다고 발표하였다. 호솀바크는 중국 슈퍼리그 2013 시즌이 종료된 이후 팀을 떠났다.

### 말년 생활
2014년 호솀바크는 브라질로 복귀하였다. 아마추어 클럽 이피랑가 지 파소 푼두에서 활약하였으며, 아마추어 토너먼트에서 우승하였다.
이피랑가에서의 활약을 마지막으로 호솀바크는 은퇴하였으며, 그는 선수 생활 동안 단 한번도 우승을 경험하지 못했다.

## 국가대표 경력
호솀바크는 브라질 대표로 2001년 FIFA 컨페더레이션스컵에 참가하였다.

## 선수 기록
| 선수 기록   | 선수 기록   | 선수 기록     | 리그 | 리그 | FA컵 | FA컵 | 리그컵 | 리그컵 | 대륙대회 | 대륙대회 | 총합 | 총합 |
| 시즌        | 구단        | 리그          | 출장 | 득점 | 출장 | 득점 | 출장   | 득점   | 출장     | 득점     | 출장 | 득점 |
| 중국        | 중국        | 중국          | 리그 | 리그 | FA컵 | FA컵 | 리그컵 | 리그컵 | 대륙대회 | 대륙대회 | 총합 | 총합 |
| ----------- | ----------- | ------------- | ---- | ---- | ---- | ---- | ------ | ------ | -------- | -------- | ---- | ---- |
| 2012        | 다롄 아얼빈 | 중국 슈퍼리그 | 27   | 4    | 0    | 0    | -      | -      | -        | -        | 27   | 4    |
| 2013        | 다롄 아얼빈 | 중국 슈퍼리그 | 24   | 3    | 0    | 0    | -      | -      | -        | -        | 24   | 3    |
| 커리어 통산 | 커리어 통산 | 커리어 통산   | 51   | 7    | 0    | 0    | 0      | 0      | 0        | 0        | 51   | 7    |